# Kahena Kunze
Kahena Kunze (* 12. März 1991 in São Paulo) ist eine brasilianische Seglerin.

## Erfolge
Kahena Kunze nahm an den Olympischen Spielen 2016 in Rio de Janeiro mit Martine Grael in der Bootsklasse 49erFX teil. Im abschließenden medal race waren die beiden Brasilianerinnen eines von vier Booten, die die vier Topplatzierungen unter sich ausmachten. Mit dem ersten Platz sicherten sich Kunze und Grael vor Alex Maloney und Molly Meech sowie Jena Hansen und Katja Salskov-Iversen die Goldmedaille und wurden somit Olympiasiegerinnen. Diesen Erfolg wiederholten Grael und Kunze 2021 bei den Olympischen Spielen 2020 in Tokio. Bei Weltmeisterschaften wurde sie mit Martine Grael 2014 in Santander Weltmeisterin und belegte mit ihr außerdem 2013 in Marseille, 2015 in Buenos Aires, 2017 in Porto und 2019 in Auckland jeweils den zweiten Platz. Mit Grael gewann sie bei Panamerikanischen Spielen in der Bootsklasse 49erFX 2015 in Toronto die Silber- und 2019 in Lima die Goldmedaille.
2014 zeichnete der Weltverband World Sailing Kunze und Grael als Weltseglerinnen des Jahres aus.

## Weblinks

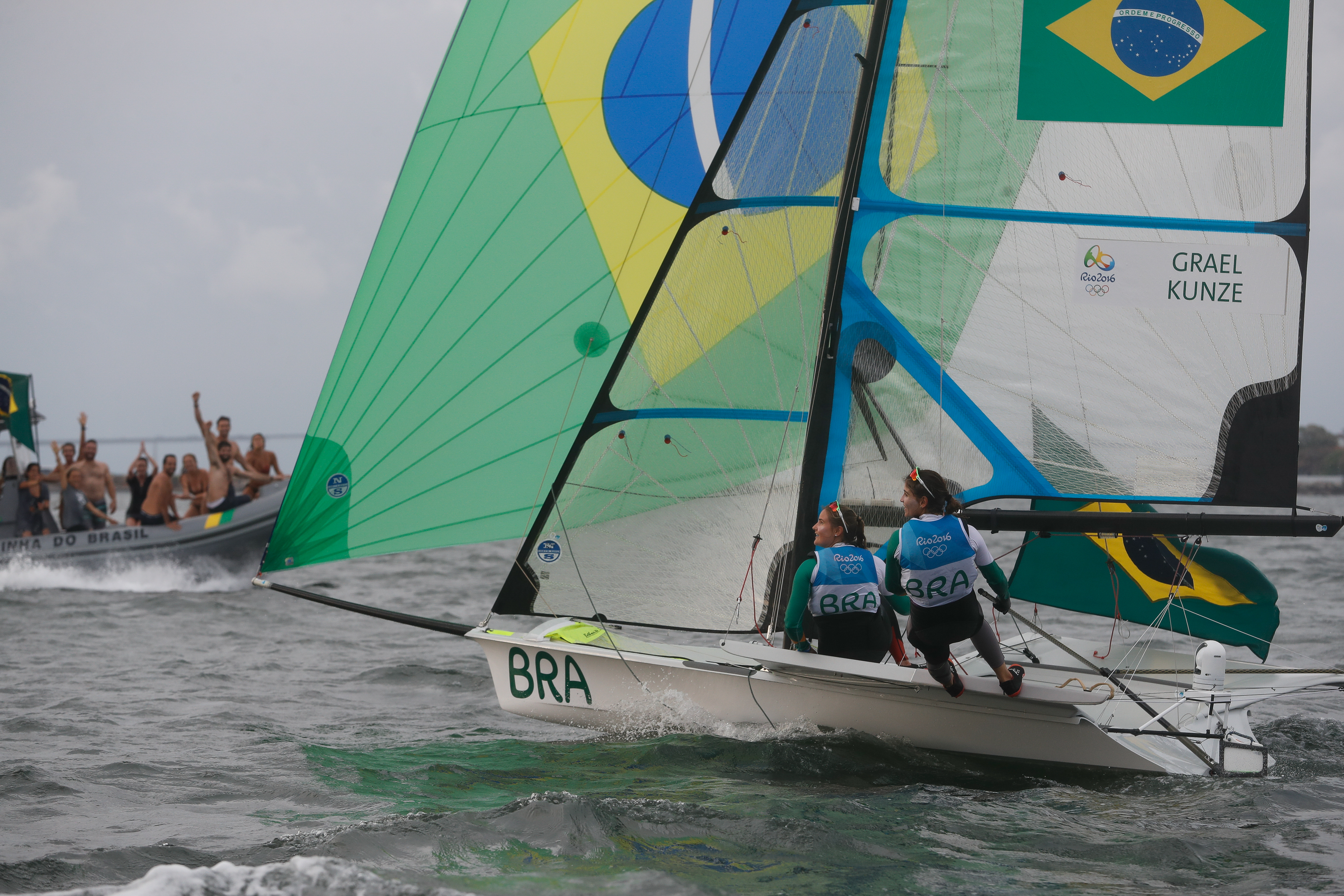
Martine Grael und Kahena Kunze, Goldmedaille Rio de Janeiro 2016, 49erFX